# Торопово (Кічменгсько-Городецький район)
То́ропово (рос. Торопово) — присілок у складі Кічменгсько-Городецького району Вологодської області, Росія. Входить до складу Городецького сільського поселення.

## Населення
Населення — 207 осіб (2010; 136 у 2002).
Національний склад (станом на 2002 рік):
- росіяни — 100 %